# Sonia Iovan

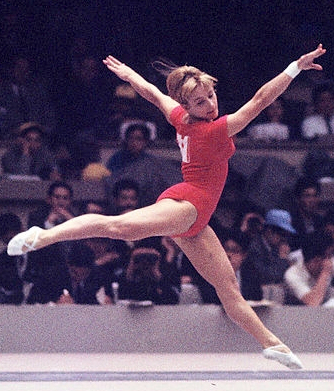
Sonia Iovan bei den Olympischen Spielen 1964

Sonia Iovan (* 29. September 1935 in Cluj; † 6. September 2024 in Frankreich) war eine rumänische Kunstturnerin.

## Sportliche Laufbahn
1956 nahm sie an den Olympischen Spielen in Melbourne teil. Mit Elena Săcălici, Emilia Vătășoiu, Georgeta Hurmuzachi, Elena Leuștean und Elena Mărgărit gewann sie Bronze hinter der Sowjetunion und Ungarn und damit die erste Turn-Mehrkampf-Mannschaftsmedaille für Rumänien überhaupt. Außerdem erreichten die Rumäninnen Platz fünf in der Gruppengymnastik.
Bei den ersten Turn-Europameisterschaften, die 1957 in der rumänischen Hauptstadt Bukarest ausgerichtet wurden, gewann Iovan drei Medaillen, Silber am Schwebebalken und Bronze im Mehrkampf und im Sprung. Bei den Turn-Weltmeisterschaften 1958 gewann Iovan mit der rumänischen Mannschaft hinter der Sowjetunion und der Tschechoslowakei die Bronzemedaille. 1959 wurde Iovan bei den Europameisterschaften Zweite am Schwebebalken und Dritte im Mehrkampf.
1960 nahm Sonia Iovan in Rom an ihren zweiten Olympischen Spielen teil, wo sie wie vier Jahre zuvor mit der rumänischen Mannschaft Bronze gewann. Außerdem erreichte sie vier Einzelfinals. Im Mehrkampf wurde sie Fünfte, am Boden Sechste, beim Pferdsprung Fünfte und am Stufenbarren wieder Sechste.
Bei den Turn-Europameisterschaften 1961 in Leipzig war Iovan Zehnte im Mehrkampf. 1962 wurde sie bei den Weltmeisterschaften Neunte mit der Mannschaft im 20. im Einzel-Mehrkampf. Bei ihren dritten und letzten Olympischen Spielen 1964 in Tokio wurde Iovan mit der rumänischen Mannschaft Sechste. Im Einzel konnte sie keine Finals mehr erreichen.

## Nach der sportlichen Karriere
Im Alter von 30 Jahren beendete sie 1965 ihre Sportkarriere und wurde Mutter eines Sohnes. Danach arbeitete sie bis zu ihrer Pensionierung an der Wirtschaftsakademie Bukarest.
Nach dem Tod ihres Mannes ging sie 1996 in den Libanon, wo sie als Trainerin tätig war. Nach zwölf Jahren ließ sie sich in Frankreich in der Bretagne nieder und heiratete erneut.
Im September 2024 starb sie im Alter von 88 Jahren.